# Alchemilla platygyria
Alchemilla platygyria är en rosväxtart som beskrevs av Fröhner. Alchemilla platygyria ingår i släktet daggkåpor, och familjen rosväxter. Inga underarter finns listade i Catalogue of Life.